# 文嘉
文嘉（1501年—1583年），字休承，号文水，南直隸蘇州府長洲縣人，祖籍湖廣衡州府衡山縣，明代畫家，亦善诗、书、篆刻，书画家文徵明次子，曾官和州学正。擅画山水，山水笔法得元朝倪瓚清脱之意，间仿王蒙皴染，亦颇秀润。兼能花卉。好作诗，精於鉴别古书画，著有《和州詩》、《鈐山堂書畫記》等。

## 評價
王世贞：“其书不能如兄（文彭），而画得待诏（文徵明）一体。”
詹景凤：“嘉小楷轻清劲爽，宛如瘦鹤，稍大便疏散不结束，径寸行书亦然，皆不逮父。”
王世懋《跋文嘉书古诗十九首》：“休承晚年书奇进，几不减京兆（祝允明）。詩歌作品有今日歌。

## 作品

### 传世畫作
- 嘉靖十九年（1540年）作
  - 《山水花卉图册》十开，现藏广东省博物馆
- 嘉靖二十年（1541年）作
  - 《垂虹亭图》，現藏蘇州博物館
- 万历元年（1573年）作
  - 《寒林钟馗图》，現藏南京博物院
  - 《江南春色图》，現藏沈阳故宫博物院
  - 《水亭觅句图》轴、《设色山水图》轴，現藏辽宁省博物馆
  - 《秋塘红藕图》，現藏天津市艺术博物馆
  - 《石湖小景图》轴、《夏山高隐图》轴
  - 《琵琶行图》轴，現藏大阪市立美術館
- 萬曆二年（1574年）作
  - 《溪山行旅图》轴，現藏故宫博物院
  - 《沧江渔笛图》《曲水园图》卷，現藏上海博物馆
- 万历八年（1580年）作
  - 《村径稻香图》轴，现藏于上海博物馆